# Список Героїв Російської Федерації
Це список осіб, яким присвоєно звання Герой Російської Федерації за класифікацією. На середину грудня 2022 здійснено 1229 нагороджень, з них для 1063 відома причина нагородження. 526 людей з відомих Героїв нагороджено посмертно.

## Учасники Другої Світової війни
1. Корольков Сергій Іванович (†), радянський льотчик-ас винищувальної авіації. Штурман 297-го винищувального авіаційного полку 302-ї винищувальної авіадивізії 4-го винищувального авіакорпусу 5-ї повітряної армії Степового фронту (31.12.1994)[2].
2. Третякевич Віктор Йосипович (†), один із організаторів, член штабу та комісар підпільної антифашистської комсомольської організації «Молода гвардія», що діяла у 1942—1943 роках на окупованому гітлерівськими військами місті Краснодоні Ворошиловградської області Української РСР під час Другої Світової війни (22.09.2022).

## Учасники Першої російсько-чеченської війни
1. Фірсов Сергій Олександрович (†), старший лейтенант морської піхоти РФ, заступник командира розвідувальної роти 165-го полку морської піхоти (03.05.1995)[3].
2. Бабаков Віталій Вікторович, військовослужбовець внутрішніх військ МВС Росії, майор (25.08.1995)[4].
3. Кадирбулатов, Рафік Валітович (†), стрілок загону спеціального призначення «Росич» ВВ МВС, рядовий (20.07.1996)[5].
4. Ларін Дмитро В'ячеславович, підполковник ЗС РФ, учасник конфлікту в Нагірному Карабаху. Заступник командира батальйону з виховної роботи 34-ї окремої бригади оперативного призначення внутрішніх військ МВС Росії (26.01.1998)[6].
5. Цимановський Віталій Віталійович (†), командир групи 7-го загону спеціального призначення «Росіч» 100-ї дивізії оперативного призначення Північно-Кавказького округу ВВ МВС (15.09.2003)[7].
6. Квашнін Анатолій Васильович, начальник Генерального штабу Збройних Сил Російської Федерації — перший заступник Міністра оборони Російської Федерації (1997—2004), генерал армії (1997)

## УчасникиДагестанської війни
1. Костін Сергій В'ячеславович (†), майор ПДВ РФ, командир парашутно-десантного батальйону 108-го гвардійського парашутно-десантного полку 7-ї гвардійської повітряно-десантної дивізії, (10.09.1999)[8].
2. Яніна Ірина Юріївна (†), військовослужбовець Внутрішніх військ МВС Російської Федерації, сержант, медична сестра (14.10.1999).[9]
3. Хоменко Ігор Володимирович (†), капітан ПДВ РФ, військовослужбовець 247 десантно-штурмового полку 7-ї гвардійської повітряно-десантної дивізії  (27.10.1999)[10].
4. Янклович Олександр Юрійович, майор внутрішніх військ МВС РФ, командир групи спеціального призначення 20-го загону спецназу Приволзького округу (Саратов), (22.12.1999)[11].
5. Мурачуєв Халід Рашидович (†), лейтенант міліції, командир взводу батальйону патрульно-постової служби міліції Новолакського РВВС Республіки Дагестан (31.01.2002)[12].

## Участники Другої російсько-чеченської війни
1. Євтюхін Марк Миколайович (†), підполковник ПДВ РФ, командир 2-го парашутно-десантного батальйону 104-го гвардійського Червонопрапорного парашутно-десантного полку 76-ї гвардійської повітряно-десантної Чернігівської Червонопрапорної дивізії (12.03.2000)[13].
2. Щетнєв Роман Миколайович, лейтенант ПДВ РФ, командир взводу 331-го гвардійського парашутно-десантного полку (98-а гвардійська повітряно-десантна дивізія, Кострома) (16.03.2000)[14].
3. Аверкієв Олександр Олександрович (†), стрілець-навідник кулемету БТР, 2-ї дивізії особливого призначення (ДОН) внутрішніх військ МВС (11.07.2000)[15].
4. Чернишов Олександр Вікторович, військовослужбовець внутрішніх військ МВС РФ (04.12.2000)[16].
5. Гаджиєв Гейдар Малікович (†), генерал-майор ЗС РФ, військовий комендант Урус-Мартановського району Чеченської республіки (25.01.2002)[17].
6. Омаров Магомед Омарович (†), генерал-майор міліції, заступник міністра внутрішніх справ Республіки Дагестан (08.11.2005)[18].

## Учасники російсько-грузинської війни (2008)
1. Ветчинов Денис Васильович (†), майор ЗС РФ, заступник командира 135-го мотострілецького полку 19-ї мотострілецької дивізії з виховної роботи (15.08.2008).[19]
2. Тимерман Костянтин Анатолійович, підполковник ЗС РФ, командир мотострілецького батальйону 135-го мотострілецького полку 19-ї мотострілецької дивізії, виконуючий обов'язки командира батальйону миротворчих сил у Південній Осетії (15.08.2008)[20].
3. Кобилаш Сергій Іванович, полковник ПКС РФ, командир 368-го штурмового авіаполку, пілот Су-25 СМ  (05.09.2008)[21].
4. Єдаменко Володимир Євгенович (†), майор ПКС РФ, командир військової ланки 368-го Будьонновського штурмового полку (05.09.2008)[22].
5. Пуцикін Олексій Вікторович (†), старший лейтенант ПДВ РФ, заступник командира з озброєння 4-ї десантно-штурмової роти 234-го десантно-штурмового полку 76-ї гвардійської десантно-штурмової дивізії (05.09.2008)[23].
6. Ржавітін Ігор Вікторович (†), полковник ПКС РФ, льотчик-випробувач. Державний льотно-випробувальний центр Міністерства оборони імені В. П. Чкалова (11.09.2008)[24].
7. Шевельов Сергій Юрійович (†), старший лейтенант ЗС РФ, командир розвідувального взводу мотострілецького батальйону 135-го мотострілецького полку (19.09.2008)[25]
8. Нефф Віталій Віталійович (†), молодший лейтенант ЗС РФ, командир танкового взводу 71-го гвардійського мотострілецького полку 42-ї гвардійської мотострілецької дивізії Північно-Кавказького військового округу (01.10.2008)[26].
9. Марченко Антон Олександрович (†), рядовий ЗС РФ, механік-водій 19-ї мотострілецької дивізії (01.10.2008)[27].
10. Богодухов Володимир Іванович, підполковник ПКС РФ, офіцер у 4-му Центрі бойового застосування та переучування льотного складу ВПС імені В. П. Чкалова у Липецьку (14.10.2008)[28].
11. Сергєєв Володимир Борисович, майор ПКС РФ, начальник повітряної вогневої та тактичної підготовки 455-ї бомбардувального авіаполку, 105-ї змішаної авіадивізії, 16-ї повітряної армії (14.10.2008)[29].
12. Абдуллін Раушан Мухамедович (†), рядовий ЗС РФ, розвідник-сапер 2 групи 2 роти 107 загону спеціального призначення 10-ї окремої бригади спеціального призначення Північно-Кавказького військового округу (09.09.2009)[30].
13. Макаров Микола Єгорович, начальник Генерального штабу Зброяних сил Російської Федерації — перший заступник міністра оборони РФ (2008—2012), генерал армії (2005).

## Учасникизбройного конфлікту на Північному Кавказі (2009-2017)
1. Магомедтагиров Адільгерей Магомедович (†), міністр внутрішніх справ Республіки Дагестан з 22 травня 1998 по 5 червня 2009. Генерал-лейтенант міліції (10.06.2009)[31].
2. Семенов Дмитро Володимирович (†), заступник командира розвідроти по роботі з особовим складом 126 полку внутрішніх військ (26.12.2009)[32].
3. Костоєв Абубакар Хасанович, майор поліції, старший дільничний уповноважений поліції ОУУП та ПДН ОМВС Росії у Сунженському районі Республіки Інгушетія (22 грудня 2014)[33].
4. Нурбагандов Магомед Нурбагандович (†), співробітник відділу позавідомчої охорони по м. Каспійськ Управління Росгвардії по Республіці Дагестан, лейтенант поліції (21.09.2016)[34].

## Учасники інтервенції РФ в Сирію
1. Пешков Олег Анатолійович (†), підполковник ПКС РФ, начальник служби безпеки польотів у 4-му Державному центрі підготовки авіаційного персоналу та військових випробувань Міністерства оборони Російської Федерації[35] (25.11.2015).
2. Дворников Олександр Володимирович, генерал армії, командувач угрупуванням Збройних сил Російської Федерації в Сирійській Арабській Республіці (вересень 2015 — липень 2016)[36] (16.03.2016).
3. Богатов Андрій Михайлович, найманець ПВК Вагнера, командир 4-ї розвідувально-штурмової роти (17.03.2016)[37].
4. Трошев Андрій Миколайович, найманець ПВК Вагнера, керівник тилової служби та Служби Безпеки ПВК (17.03.2016)[38].
5. Прохоренко Олександр Олександрович (†), військовослужбовець Сил спеціальних операцій Збройних Сил Російської Федерації, старший лейтенант (11.04.2016).
6. Журавльов Олександр Олександрович, начальник штабу угруповання Збройних сил Російської Федерації у Сирійській Арабській Республіці (03.05.2016)[39].
7. Ахметшин Марат Радикович (†), капітан ЗС РФ, начальник розвідки штабу гаубичного самохідно-артилерійського дивізіону Західного військового округу (23.06.2016).[40]
8. Хабібуллін Ряфагать Махмутович (†), полковник ПКС РФ, командир 55-го окремого вертолітного полку армійської авіації ПКС, (28.07.2016)[41].
9. Ємельянов Данило Анатолійович, підполковник спецназу (17.01.2017)[42].
10. Суровікін Сергій Володимирович, генерал-полковник, командувач Угрупуванням військ Збройних сил Росії в Сирії з березня по грудень 2017 (08.12.2017).
11. Мурадов Рустам Усманович, вйськовий радник (08.12.2017)[43].
12. Асапов Валерій Григорович (†), командувач 5-ю загально-військовою армією, генерал-лейтенант[44] (20.12.2017)
13. Гойняк Олексій Миколайович (†), майор підрозділу Сил спеціальних операцій Головного управління Генерального штабу Збройних сил Російської Федерації[45] (20.12.2017)
14. Філіпов Роман Миколайович (†), майор ПКС РФ, заступник командира ескадрильї штурмового авіаполку Східного військового округу (06.02.2018)[46].
15. Сердюков Андрій Миколайович, командувач Угрупуванням військ Збройних Сил Російської Федерації в Сирійській Арабській Республіці з квітня по вересень 2019 (??.02.2020)[47].
16. Копєйкін Антон Геннадійович (†), підполковник ФСБ РФ, офіцер Спецпідрозділу ФСБ «Вимпел» (??.??.2020)[48].
17. Назаренко Олександр Володимирович, начальник розвідувального управління — заступник начальника штабу Центрального військового округу з розвідки (??.??.2021)[49].

## Учасники збройної агресії РФ проти України
1. Якімкін Павло Борисович (†), майор ЗС РФ, військовослужбовець 6-ї ОТБр (10.10.2014)[50][51].
2. Трундаєв Євген Валентинович  (†), старший лейтенант, командир протитанкового взводу 1-го мотострілецького батальйону 200-ї окремої Печенгської мотострілецької бригади Західного військового округу (19.03.2015).
3. Гаджімагомедов Нурмагомед Енгельсович (†), командир роти 247-го гвардійського десантно-штурмового полку 7-ї гвардійської десантно-штурмової дивізії (гірської)[52] (03.03.2022).
4. Бернгард Олексій Борисович, полковник ЗС РФ, заступника командира 810-ї окремої гвардійської бригади морської піхоти ЧФ (04.03.2022)[53].
5. Жога Володимир Артемович (†), проросійський колаборант, «полковник» т.з. «ДНР»,  командир окремого розвідувального батальйону «Спарта» (06.03.2022)[54].
6. Шишов Денис Миколайович, полковник ПДВ РФ, командир 11-ї окремої гвардійської десантно-штурмової бригади (08.03.2022)[55].
7. Зорін Денис Ігорович (†), старший лейтенант, військовослужбовець 247-го гвардійського десантно-штурмового полку 7-ї гвардійської десантно-штурмової дивізії (гірської) (31.03.2022)[56].
8. Ягідаров Денис Сергійович (†), майор ПДВ РФ, командир парашутно-десантного батальйону в 31-й окремій гвардійській десантно-штурмовій бригаді (18.04.2022)[57].
9. Делімханов Адам Султанович, депутат Державної Думи РФ, брав участь в облозі Маріуполя, як командувач чеченськими силами в бою (26.04.2022)[58].
10. Сорокін Денис Михайлович (†), підполковник ПДВ РФ, командир батальону 11-ї окремої десантно-штурмової бригади (27.04.2022)[59].
11. Хамхоєв Адам Єрахович (†), капітан ПДВ РФ, командир десантно-штурмової роти 31-ї окремої десантно-шутрмової бригади, племінник генерал-полковника Юнус-Бека Євкурова (27.06.2022)[60].
12. Сайфуллін Рустам Галієвич, полковник ЗС РФ, командував 40-м інженерно-саперним полком 41-ї загальновійськової армії (29.06.2022)[61].
13. Абачев Еседулла Абдулмумінович, генерал-майор ЗС РФ, командувач 2-м армійським корпусом Народної міліції ЛНР (4.07.2022)[62].
14. Клещенко Василь Петрович (†), полковник ПКС РФ, заступник начальника Центру з військових випробувань та льотно-методичної роботи 344-го Державного центру бойового застосування і перепідготовки льотного складу (06.08.2022)[63].
15. Досягаєв Олександр Сергійович (†), підполковник ПДВ РФ, командир 2-го парашутно-десантного батальону 104-го десантно-штурмового полку (10.09.2022)[64].
16. Стефанов Олександр Іванович (†), підполковник ПДВ РФ, командир парашутно-десантного батальону 104-го десантно-штурмового полку (14.09.2022)[65].
17. Нагін Олексій Юрійович (†), командир штурмової групи ПВК Вагнера (24.09.2022)[66].
18. Сукуєв Віталій Володимирович (†), полковник ПДВ РФ. командир 108-го десантно-штурмового полку (14.11.2022)[67].
19. Сафін Алмаз Мінігалієвич (†),  старшина ПДВ РФ, розвідник-оператора роти 237-го десантно-штурмового полку 76-ї десантно-штурмової дивізії (16.01.2023).
20. Кондратенко Микола Андрійович (†), заступник командира групи спеціального призначення 24-ї окремої бригади спеціального призначення (08.07.2023)[68].
21. Аргамаков Амир Сергійович, майор, начальник штабу мотострілецького батальйону, 71-й гвардійський мотострілецький полк. (??.01.2024)[69].